# Kenia op de Olympische Zomerspelen 1984
Kenia nam deel aan de Olympische Zomerspelen 1984 in Los Angeles, Verenigde Staten. Het Afrikaanse land eindigde op de 23ste plaats in het medailleklassement, onder meer dankzij de gouden medaille die werd behaald door atleet Julius Korir. 

## Medailleoverzicht
| Sport    | Olympiër       | Onderdeel              | Medaille |
| -------- | -------------- | ---------------------- | -------- |
| Atletiek | Julius Korir   | 3000m steeplechase (m) | Goud     |
| Atletiek | Mike Musyoki   | 10000m (m)             | Brons    |
| Boksen   | Ibrahim Bilali | -51kg (m)              | Brons    |

## Deelnemers en resultaten

### Atletiek
| Olympiër                                            | Onderdeel              | Resultaat | Prestatie |
| --------------------------------------------------- | ---------------------- | --------- | --- |
| Alfred Nyambane                                     | 200m (m)               | 36e       | serie 5: 4de in 21,35                                                                                         |
| John Anzrah                                         | 400m (m)               | 18e       | serie 8: 2de in 46,12 kwartfinale 1: 5de in 45,67                                                             |
| James Atuti                                         | 400m (m)               | 41e       | serie 7: 5de in 47,04                                                                                         |
| David Kitur                                         | 400m (m)               | 13e       | serie 2: 2de in 46,25 kwartfinale 4: 2de in 45,78 halve finale 2: 7de in 45,62                                |
| Edwin Koech                                         | 800m (m)               | 6e        | serie 7: 1ste in 1.47,11 kwartfinale 1: 1ste in 1.44,74 halve finale 1: 2de in 1.44,12 finale: 6de in 1.44,86 |
| Billy Konchellah                                    | 800m (m)               | 4e        | serie 9: 1ste in 1.46,27 kwartfinale 2: 1ste in 1.46,15 halve finale 2: 2de in 1.45,67 finale: 4de in 1.44,03 |
| Juma Ndiwa                                          | 800m (m)               | 14e       | serie 8: 1ste in 1.46,73 kwartfinale 4: 3de in 1.45,59 halve finale 2: 7de in 1.48,06                         |
| Kipkoech Cheruiyot                                  | 1500m (m)              | 26e       | serie 6: 5de in 3.41,96                                                                                       |
| Joseph Chesire                                      | 1500m (m)              | 4e        | serie 1: 1ste in 3.38,51 halve finale 1: 4de in 3.35,83 finale: 4de in 3.34,52                                |
| Josephat Muraya                                     | 1500m (m)              | 37e       | serie 3: 4de in 3.51,61                                                                                       |
| Charles Cheruiyot                                   | 5000m (m)              | 6e        | serie 3: 1ste in 13.45,99 halve finale 2: 4de in 13.28,56 finale: 6de in 13.18,41                             |
| Paul Kipkoech                                       | 5000m (m)              | 5e        | serie 4: 7de in 13.51,54 halve finale 2: 6de in 13.29,08 finale: 5de in 13.14,40                              |
| Wilson Waigwa                                       | 5000m (m)              | 10e       | serie 1: 5de in 13.48,84 halve finale 1: 1ste in 13.38,59 finale: 10de in 13.27,34                            |
| Sosthenes Bitok                                     | 10000m (m)             | 6e        | serie 3: 1ste in 28.12,17 finale: 6de in 28.09,01                                                             |
| Mike Musyoki                                        | 10000m (m)             | Brons     | serie 1: 3de in 28.24,24 finale: 3de in 28.06,46                                                              |
| Joseph Nzau                                         | 10000m (m)             | 14e       | serie 2: 3de in 28.28,71 finale: 14de in 28.32,57                                                             |
| Simon Kitur                                         | 400m horden (m)        | 10e       | serie 4: 2de in 49,70 halve finale 1: 5de in 49,80                                                            |
| Meshak Munyoro                                      | 400m horden (m)        | 37e       | serie 5: 6de in 51,99                                                                                         |
| Julius Kariuki                                      | 3000m steeplechase (m) | 7e        | serie 3: 1ste in 8.19,45 halve finale 1: 6de in 8.21,07 finale: 7de in 8.17,47                                |
| Julius Korir                                        | 3000m steeplechase (m) | Goud      | serie 2: 1ste in 8.29,08 halve finale 2: 1ste in 8.17,40 finale: 1ste in 8.11,40                              |
| Kip Rono                                            | 3000m steeplechase (m) | 14e       | serie 1: 9de in 8.41,75                                                                                       |
| John Anzarah Elijah Sogomo Jason Opicho David Kitur | 4x400m (m)             | 10e       | serie 4: 2de in 3.06,07 halve finale 2: 7de in 3.04,74                                                        |
| Kimurgor Ngeny                                      | marathon (m)           | 68e       | 2:37.19 |
| Joseph Nzau                                         | marathon (m)           | 7e        | 2:11.28 |
| Joseph Otieno                                       | marathon (m)           | 49e       | 2:24.13 |
| Pius Munyasia                                       | 20km snelwandelen (m)  | 32e       | 1:34.53 |
| Moses Kiayi                                         | verspringen (m)        | 16e       | kwalificatie: 16de met 7,51m                                                                                  |
| Moses Kiayi                                         | hink-stap-springen (m) | 20e       | kwalificatie: 20ste met 15,90m                                                                                |
|                                                     |                        |           | |
| Ruth Waithera                                       | 200m (v)               | 16e       | serie 5: 4de in 23,42 kwartfinale 3: 4de in 23,37 halve finale 1: 8ste in 23,45                               |
| Ruth Waithera                                       | 400m (v)               | 8e        | serie 4: 2de in 52,53 halve finale 1: 4de in 52,51 finale: 8ste in 51,56                                      |
| Selina Chirchir                                     | 800m (v)               | 20e       | serie 2: 5de in 2.07,17                                                                                       |
| Justina Chepchirchir                                | 1500m (v)              | 17e       | serie 1: 10de in 4.21,97                                                                                      |
| Hellen Kimaiyo                                      | 3000m (v)              | 15e       | serie 1: 7de in 8.57,21                                                                                       |
| Mary Wagaki                                         | marathon (v)           | 43e       | 2:52.00 |

### Boksen
| Olympiër        | Onderdeel   | Resultaat | Prestatie |
| --------------- | ----------- | --------- | --- |
| Daniel Mwangi   | -48kg (m)   | 9e        | 1ste ronde: W van THA Sang-Ano: scheidsrechterlijke beslissing 2de ronde: V van GUA Motta: 1-4                                                   |
| Ibrahim Bilali  | -51kg (m)   | Brons     | 1ste ronde: W van ZAM Mwamba: 3-2 2de ronde: W van COL Mercado: 4-1 kwartfinale: W van DOM Ramírez: 5-0 halve finale: V van YUG Redzepovski: 0-5 |
| Sammy Mwangi    | -54kg (m)   | 17e       | 1ste ronde: vrij 2de ronde: V van USA Shannon: 0-5                                                                                               |
| John Wanjau     | -57kg (m)   | 5e        | 1ste ronde: vrij 2de ronde: W van GHA Kpakpo: 5-0 3de ronde: W van TAN Hussen: 4-1 kwartfinale: V van USA Taylor: scheidsrechterlijke beslissing |
| Patrick Waweru  | -60kg (m)   | 33e       | 1ste ronde: V van KOR Chun: 2-3 |
| Charles Owiso   | -63,5kg (m) | 17e       | 1ste ronde: vrij 2de ronde: V van THA Umponmaha: 2-3                                                                                             |
| Stephen Okumu   | -71kg (m)   | 17e       | 1ste ronde: vrij 2de ronde: V van GBR Douglas: 1-4                                                                                               |
| Augustus Oga    | -75kg (m)   | 17e       | 1ste ronde: V van NED Raamsdonk: 1-4 |
| Sylvanus Okello | -81kg (m)   | 5e        | 1ste ronde: W van EGY Naggar: scheidsrechterlijke beslissing 2de ronde: W van TAN Nassoro: 5-0 kwartfinale: V van USA Holyfield: knock-out       |
| James Omondi    | -91kg (m)   | 16e       | 1ste ronde: V van ITA Musone: 0-5 |

### Gewichtheffen
| Olympiër     | Onderdeel  | Resultaat | Prestatie |
| ------------ | ---------- | --------- | --------- |
| Pius Ochieng | -100kg (m) | 10e       | 300kg     |

### Hockey
| Olympiër | Onderdeel | Resultaat | Prestatie |
| --- | --------- | --------- | --- |
| Sarabjit Singh Sehmi Parminder Singh Saini Manjeet Singh Panesar Jitender Singh Panesar Harvinder Singh Kular Brajinder Singh Daved Eric Otieno Christopher Otambo Michael Omondi Emmanuel Oduol Julius Mutinda Raphael Fernandes Sunil Chhabra Lucas Alubaha Julius Akumu Peter Akatsa | mannen    | 9e        | groep B: 5de V van Groot-Brittannië: 1-2 V van Pakistan: 0-3 W van Canada: 3-2 V van Nieuw-Zeeland: 1-4 V van Nederland: 0-3 9-12de plek: W van Verenigde Staten: 1-1 (6-5) 9-10de plek: W van Canada: 1-0 |

| Groep B |                  |             |             |             |             |            |            |            |        |
| #       | Land             | Wedstrijden | Wedstrijden | Wedstrijden | Wedstrijden | Doelpunten | Doelpunten | Doelpunten | Punten |
| #       | Land             | G           | W           | G           | V           | V          | T          | Saldo      | Punten |
| 1       | Groot-Brittannië | 5           | 4           | 1           | 0           | 10         | 5          | +5         | 9      |
| 2       | Pakistan         | 5           | 2           | 3           | 0           | 16         | 7          | +9         | 7      |
| 3       | Nederland        | 5           | 3           | 1           | 1           | 16         | 9          | +7         | 7      |
| 4       | Nieuw-Zeeland    | 5           | 1           | 2           | 2           | 10         | 10         | 0          | 4      |
| 5       | Kenia            | 5           | 1           | 0           | 4           | 5          | 14         | -9         | 2      |
| 6       | Canada           | 5           | 0           | 1           | 4           | 7          | 19         | -12        | 1      |

| Ronde       | Datum       | Plaats           | Land | Score         | Land |
| ----------- | ----------- | ---------------- | ---- | ------------- | ---- |
| Groepsfase  |             |                  |      |               |      |
| 30 juli     | Los Angeles | Groot-Brittannië | 2-1  | Kenia         |      |
| 1 augustus  | Los Angeles | Kenia            | 0-3  | Pakistan      |      |
| 3 augustus  | Los Angeles | Canada           | 2-3  | Kenia         |      |
| 5 augustus  | Los Angeles | Kenia            | 1-4  | Nieuw-Zeeland |      |
| 7 augustus  | Los Angeles | Nederland        | 3-0  | Kenia         |      |
| 9-12de plek |             |                  |      |               |      |
| 8 augustus  | Los Angeles | Verenigde Staten | 1-1  | Kenia         |      |
| 9-10de plek |             |                  |      |               |      |
| 10 augustus | Los Angeles | Canada           | 0-1  | Kenia         |      |

### Schietsport
| Olympiër             | Onderdeel       | Resultaat | Prestatie  |
| -------------------- | --------------- | --------- | ---------- |
| Shuaib Adam          | 50m pistool (m) | 31e       | 539 punten |
|                      |                 |           |            |
| Michael Carr-Hartley | trap            | 54e       | 168 punten |

Algerije · Amerikaanse Maagdeneilanden · Andorra · Antigua en Barbuda · Argentinië · Australië · Bahama’s · Bahrein · Bangladesh · Barbados · België · Belize · Benin · Bermuda · Bhutan · Birma · Bolivia · Bondsrepubliek Duitsland · Botswana · Brazilië · Britse Maagdeneilanden · Canada · Centraal-Afrikaanse Republiek · Chili · China · Chinees Taipei · Colombia · Congo-Brazzaville · Costa Rica · Cyprus · Denemarken · Djibouti · Dominicaanse Republiek · Ecuador · Egypte · El Salvador · Equatoriaal-Guinea · Fiji · Filipijnen · Finland · Frankrijk · Gabon · Gambia · Ghana · Grenada · Griekenland · Groot-Brittannië · Guatemala · Guinee · Guyana · Haïti · Honduras · Hongkong · Ierland · IJsland · India · Indonesië · Irak · Israël · Italië · Ivoorkust · Jamaica · Japan · Joegoslavië · Jordanië · Kaaimaneilanden · Kameroen · Kenia · Koeweit · Lesotho · Libanon · Liberia · Liechtenstein · Luxemburg · Madagaskar · Malawi · Maleisië · Mali · Malta · Marokko · Mauritanië · Mauritius · Mexico · Monaco · Mozambique · Nederland · Nederlandse Antillen · Nepal · Nicaragua · Nieuw-Zeeland · Niger · Nigeria · Noord-Jemen · Noorwegen · Oeganda · Oman · Oostenrijk · Pakistan · Panama · Papoea-Nieuw-Guinea · Paraguay · Peru · Portugal · Puerto Rico · Qatar · Roemenië · Rwanda · Salomonseilanden · Samoa · San Marino · Saoedi-Arabië · Senegal · Seychellen · Sierra Leone · Singapore · Soedan · Somalië · Spanje · Sri Lanka · Suriname · Swaziland · Syrië · Tanzania · Thailand · Togo · Tonga · Trinidad en Tobago · Tsjaad · Tunesië · Turkije · Uruguay · Venezuela · Verenigde Arabische Emiraten · Verenigde Staten · Zaïre · Zambia · Zimbabwe · Zuid-Korea · Zweden · Zwitserland